# Hamburg Masters 2008 - Qualificazioni singolare
Le qualificazioni del singolare dell'Hamburg Masters 2008 sono state un torneo di tennis preliminare per accedere alla fase finale della manifestazione. I vincitori dell'ultimo turno sono entrati di diritto nel tabellone principale. In caso di ritiro di uno o più giocatori aventi diritto a questi sono subentrati i lucky loser, ossia i giocatori che hanno perso nell'ultimo turno ma che avevano una classifica più alta rispetto agli altri partecipanti che avevano comunque perso nel turno finale.
Le qualificazioni del torneo Hamburg Masters  2008 prevedevano 28 partecipanti di cui 7 sono entrati nel tabellone principale.

## Teste di serie
1. Marcel Granollers (Qualificato)
2. Julien Benneteau (Qualificato)
3. Olivier Rochus (ultimo turno)
4. Ivo Minář (ultimo turno)
5. Victor Hănescu (primo turno)
6. Marat Safin (Qualificato)
7. Jürgen Melzer (primo turno)

1. Kristof Vliegen (ultimo turno)
2. Evgenij Korolëv (ultimo turno)
3. Jose-Antonio Sanchez-De Luna (primo turno)
4. Boris Pašanski (ultimo turno)
5. Luis Horna (Qualificato)
6. Gianluca Naso (primo turno)
7. Alberto Martín (Qualificato)

## Qualificati
1. Marcel Granollers
2. Julien Benneteau
3. Alberto Martín
4. Luis Horna

1. Jose-Antonio Sanchez-De Luna
2. Marat Safin
3. Gianluca Naso

## Tabellone

### Legenda
| - Q = Qualificato - WC = Wild card - LL = Lucky loser | - ALT = Alternate - SE = Special Exempt - PR = Protected Ranking | - w/o = Walkover - r = Ritirato - d = Squalificato |

### Sezione 1
|  | Primo turno | Primo turno       | Primo turno       | Primo turno | Primo turno |  |  | Ultimo turno | Ultimo turno      | Ultimo turno | Ultimo turno | Ultimo turno |  |
|  |             |                   |                   |             |             |  |  |              |                   |              |              |              |  |
|  | 1           | Marcel Granollers | Marcel Granollers | 6           | 6           |  |  |              |                   |              |              |              |  |
|  |             | Leonardo Azzaro   | Leonardo Azzaro   | 4           | 2           |  |  | 1            | Marcel Granollers | 6            | 3            | 6            |  |
|  | 8           | Kristof Vliegen   | Kristof Vliegen   | 6           | 7           |  |  | 8            | Kristof Vliegen   | 2            | 6            | 4            |  |
|  |             | Júlio Silva       | Júlio Silva       | 4           | 5           |  |  |              |                   |              |              |              |  |

### Sezione 2
|  | Primo turno | Primo turno      | Primo turno      | Primo turno | Primo turno |  |  | Ultimo turno | Ultimo turno     | Ultimo turno | Ultimo turno | Ultimo turno |  |
|  |             |                  |                  |             |             |  |  |              |                  |              |              |              |  |
|  | 2           | Julien Benneteau | Julien Benneteau | 6           | 6           |  |  |              |                  |              |              |              |  |
|  |             | Alexander Waske  | Alexander Waske  | 3           | 2           |  |  | 2            | Julien Benneteau | 3            | 6            | 6            |  |
|  | 11          | Boris Pašanski   | Boris Pašanski   | 6           | 6           |  |  | 11           | Boris Pašanski   | 6            | 3            | 4            |  |
|  |             | Maks Mirny       | Maks Mirny       | 4           | 2           |  |  |              |                  |              |              |              |  |

### Sezione 3
|  | Primo turno | Primo turno    | Primo turno    | Primo turno | Primo turno |  |  | Ultimo turno | Ultimo turno   | Ultimo turno | Ultimo turno | Ultimo turno |  |
|  |             |                |                |             |             |  |  |              |                |              |              |              |  |
|  | 3           | Olivier Rochus | Olivier Rochus | 6           | 6           |  |  |              |                |              |              |              |  |
|  |             | Jan Mertl      | Jan Mertl      | 4           | 4           |  |  | 3            | Olivier Rochus | 6            | 3            | 4            |  |
|  | 14          | Alberto Martín | 6              | 3           | 6           |  |  | 14           | Alberto Martín | 4            | 6            | 6            |  |
|  |             | Ivan Cerović   | 2              | 6           | 3           |  |  |              |                |              |              |              |  |

### Sezione 4
|  | Primo turno | Primo turno     | Primo turno | Primo turno | Primo turno |  |  | Ultimo turno | Ultimo turno | Ultimo turno | Ultimo turno | Ultimo turno |  |
|  |             |                 |             |             |             |  |  |              |              |              |              |              |  |
|  | 4           | Ivo Minář       | Ivo Minář   | Ivo Minář   | 3           |  |  |              |              |              |              |              |  |
|  |             | Jan Minar       | Jan Minar   | Jan Minar   | 0r          |  |  | 4            | Ivo Minář    | 4            | 6            | 3            |  |
|  | 12          | Luis Horna      | 2           | 6           | 7           |  |  | 12           | Luis Horna   | 6            | 2            | 6            |  |
|  |             | Simone Vagnozzi | 6           | 4           | 64          |  |  |              |              |              |              |              |  |

### Sezione 5
|  | Primo turno | Primo turno                  | Primo turno | Primo turno | Primo turno |  |  | Ultimo turno                 | Ultimo turno                 | Ultimo turno                 | Ultimo turno | Ultimo turno |  |
|  |             |                              |             |             |             |  |  |                              |                              |                              |              |              |  |
|  |             | Denis Istomin                | 6           | 62          | 7           |  |  |                              |                              |                              |              |              |  |
|  | 5           | Victor Hănescu               | 3           | 7           | 5           |  |  | Denis Istomin                | Denis Istomin                | Denis Istomin                | 4            | 1            |  |
|  |             | Jose-Antonio Sanchez-De Luna | 6           | 2           | 6           |  |  | Jose-Antonio Sanchez-De Luna | Jose-Antonio Sanchez-De Luna | Jose-Antonio Sanchez-De Luna | 6            | 6            |  |
|  | 10          | Pablo Cuevas                 | 4           | 6           | 0           |  |  |                              |                              |                              |              |              |  |

### Sezione 6
|  | Primo turno | Primo turno     | Primo turno | Primo turno | Primo turno |  |  | Ultimo turno | Ultimo turno    | Ultimo turno | Ultimo turno | Ultimo turno |  |
|  |             |                 |             |             |             |  |  |              |                 |              |              |              |  |
|  | 6           | Marat Safin     | 4           | 6           | 6           |  |  |              |                 |              |              |              |  |
|  |             | Julian Reister  | 6           | 2           | 1           |  |  | 6            | Marat Safin     | 6            | 4            | 7            |  |
|  | 9           | Evgenij Korolëv | 7           | 4           | 6           |  |  | 9            | Evgenij Korolëv | 4            | 6            | 65           |  |
|  |             | Stefan Seifert  | 6(1)        | 6           | 3           |  |  |              |                 |              |              |              |  |

### Sezione 7
|  | Primo turno | Primo turno           | Primo turno    | Primo turno | Primo turno |  |  | Ultimo turno          | Ultimo turno          | Ultimo turno          | Ultimo turno | Ultimo turno |  |
|  |             |                       |                |             |             |  |  |                       |                       |                       |              |              |  |
|  |             | Jaan-Frederik Brunken | 7              | 2           | 6           |  |  |                       |                       |                       |              |              |  |
|  | 7           | Jürgen Melzer         | 65             | 6           | 3           |  |  | Jaan-Frederik Brunken | Jaan-Frederik Brunken | Jaan-Frederik Brunken | 1            | 3            |  |
|  |             | Gianluca Naso         | Gianluca Naso  | 7           | 6           |  |  | Gianluca Naso         | Gianluca Naso         | Gianluca Naso         | 6            | 6            |  |
|  | 13          | Flavio Cipolla        | Flavio Cipolla | 5           | 3           |  |  |                       |                       |                       |              |              |  |